# Brécé
Ne doit pas être confondu avec Brecé.
Pour les articles homonymes, voir Brece.
Pour les articles ayant des titres homophones, voir Bressey, Bresset, Brécey et Bressay.
Brécé est une commune française située dans le département d'Ille-et-Vilaine en région Bretagne, peuplée de 2 185 habitants.

## Géographie
Brécé est située à une quinzaine de kilomètres à l'est de Rennes. Elle est d'ailleurs traversée par la voie rapide Rennes-Paris, de même que par la voie ferrée et par la Vilaine. Elle appartient au canton de Liffré et fait partie de Rennes Métropole.

### Communes limitrophes

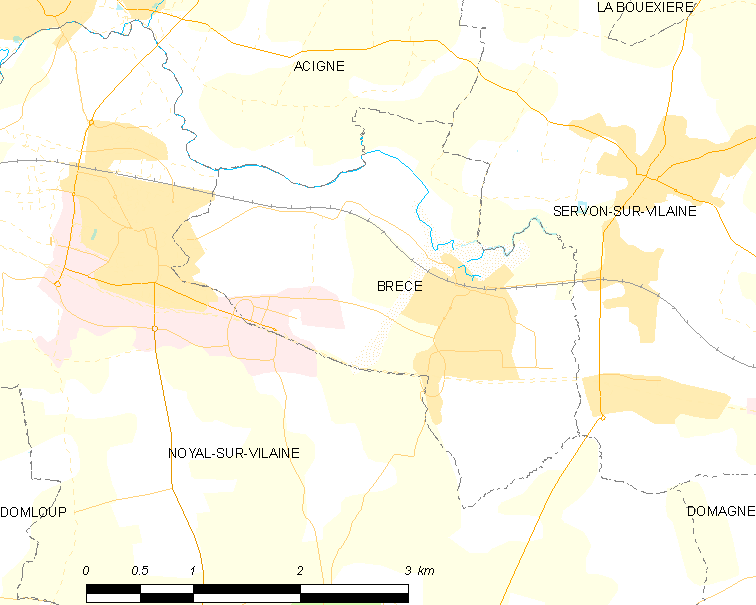
Carte de Brécé.

|                   | Acigné |                    |
|                   | Brécé  | Servon-sur-Vilaine |
| Noyal-sur-Vilaine |        |                    |

### Transports
- Accès 4 voies rapide Rennes - Paris (RN 157).
- Desservie par les bus du réseau STAR de Rennes Métropole : 67 et 167ex.
- Gares ferroviaires à proximité : gare de Servon, gare de Noyal - Acigné sur la ligne Rennes-Vitré.

### Hydrographie
Pour un article plus général, voir Réseau hydrographique d'Ille-et-Vilaine.
La commune est située dans le bassin Loire-Bretagne. Elle est drainée par la Vilaine, un bras de la vilaine, l'Étang de Forge et l'Olivet,,.
La Vilaine, d'une longueur de 218 km, prend sa source dans la commune de Juvigné et se jette  dans l'Océan Atlantique à Camoël, après avoir traversé 56 communes.

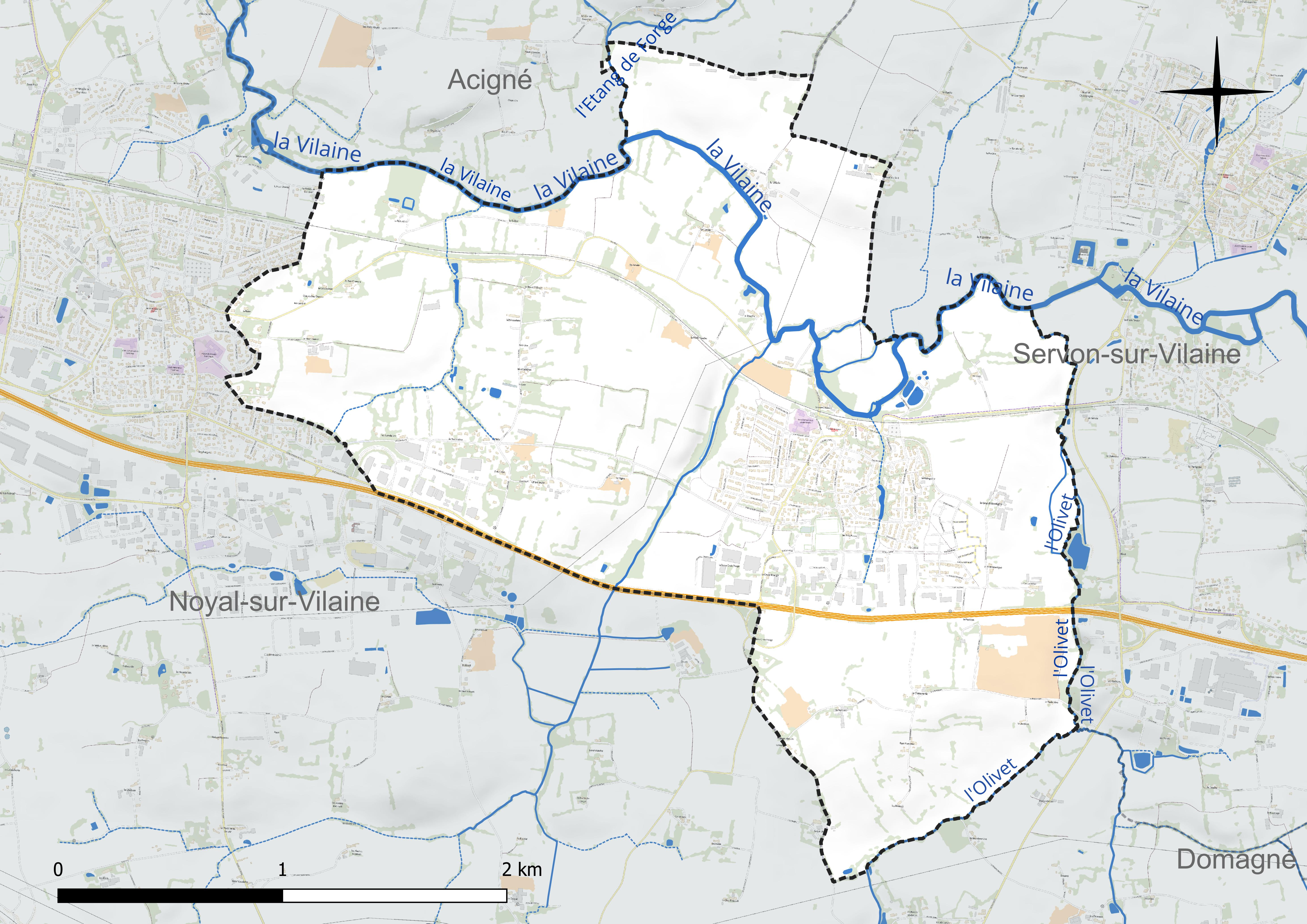
Réseau hydrographique de Brécé.

### Climat
Pour des articles plus généraux, voir Climat de la Bretagne et Climat d'Ille-et-Vilaine.
En 2010, le climat de la commune est de type climat océanique altéré, selon une étude du CNRS s'appuyant sur une série de données couvrant la période 1971-2000. En 2020, Météo-France publie une typologie des climats de la France métropolitaine dans laquelle la commune est exposée à un climat océanique et est dans la région climatique Bretagne orientale et méridionale, Pays nantais, Vendée, caractérisée par une faible pluviométrie en été et une bonne insolation. Parallèlement l'observatoire de l'environnement en Bretagne publie en 2020 un zonage climatique de la région Bretagne, s'appuyant sur des données de Météo-France de 2009. La commune est, selon ce zonage, dans la zone « Sud Est », avec des étés relativement chauds et ensoleillés.
Pour la période 1971-2000, la température annuelle moyenne est de 11,5 °C, avec une amplitude thermique annuelle de 12,9 °C. Le cumul annuel moyen de précipitations est de 746 mm, avec 12,2 jours de précipitations en janvier et 6,7 jours en juillet. Pour la période 1991-2020, la température moyenne annuelle observée sur la station météorologique la plus proche, située sur la commune de Saint-Jacques-de-la-Lande à 18 km à vol d'oiseau, est de 12,4 °C et le cumul annuel moyen de précipitations est de 691,0 mm,. Pour l'avenir, les paramètres climatiques de la commune estimés pour 2050 selon différents scénarios d'émission de gaz à effet de serre sont consultables sur un site dédié publié par Météo-France en novembre 2022.

## Urbanisme

### Typologie
Au 1er janvier 2024, Brécé est catégorisée bourg rural, selon la nouvelle grille communale de densité à sept niveaux définie par l'Insee en 2022.
Elle est située hors unité urbaine. Par ailleurs la commune fait partie de l'aire d'attraction de Rennes, dont elle est une commune de la couronne,. Cette aire, qui regroupe 183 communes, est catégorisée dans les aires de 700 000 habitants ou plus (hors Paris),.

### Occupation des sols
L'occupation des sols de la commune, telle qu'elle ressort de la base de données européenne d'occupation biophysique des sols Corine Land Cover (CLC), est marquée par l'importance des territoires agricoles (81 % en 2018), en diminution par rapport à 1990 (87,9 %). La répartition détaillée en 2018 est la suivante : zones agricoles hétérogènes (55,4 %), terres arables (19,6 %), zones urbanisées (14,4 %), prairies (6 %), zones industrielles ou commerciales et réseaux de communication (4,5 %). L'évolution de l'occupation des sols de la commune et de ses infrastructures peut être observée sur les différentes représentations cartographiques du territoire : la carte de Cassini (XVIIIe siècle), la carte d'état-major (1820-1866) et les cartes ou photos aériennes de l'IGN pour la période actuelle (1950 à aujourd'hui).

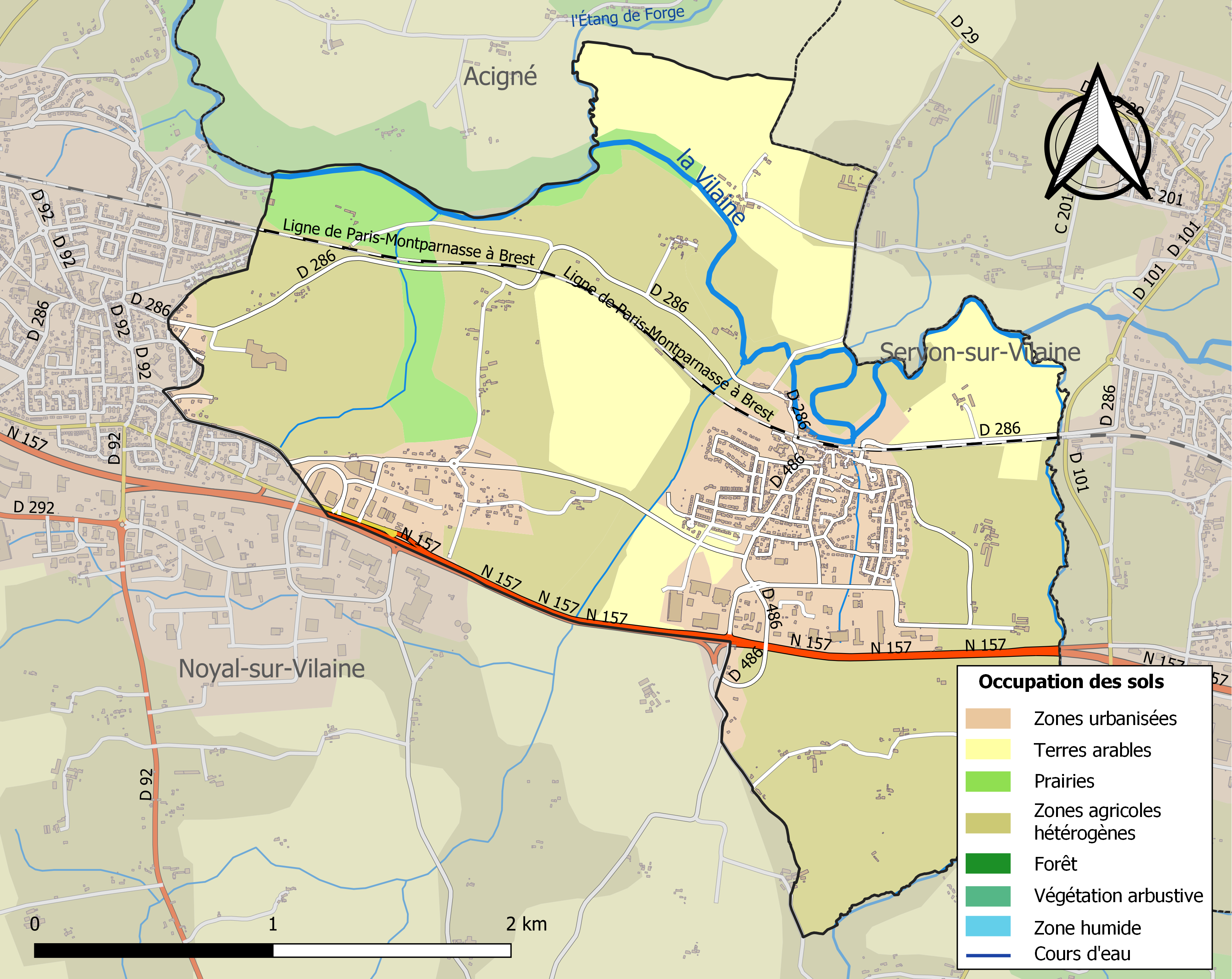
Carte des infrastructures et de l'occupation des sols de la commune en 2018 (CLC).

## Toponymie
Le nom de la localité est attesté sous les formes Ecclesia de Brece en 1158, Braceio en 1160, Breceio en 1165, Breceium en 1170, parochia de Brece en 1231, Breceyum en 1516.
La forme bretonne proposée par l'OPLB est Brec'heg.

## Histoire

### Origines
L'origine de Brécé remonte au XIIe siècle. Il s'agit d'un démembrement de la paroisse primitive de Noyal-sur-Vilaine.

### Époque moderne
En 1782, les généraux [assemblées paroissiales] de Saint-Jean-sur-Vilaine, Saint-Didier, Domagné, Châteaubourg, Broons, Servon et Brécé se plaignent : « la corvée des grands chemins [la route de Rennes à Paris] est un fardeau d'autant plus onéreux pour les habitants des campagnes qu'ils y sont les seuls assujettis, qu'ils sont forcés de se livrer à un travail qu'elle exige dans les tems [temps] de l'année les plus précieux pour eux ».

## Politique et administration

### Rattachements administratifs et électoraux

#### Circonscriptions de rattachement
Brécé appartient à l'arrondissement de Rennes et au canton de Liffré depuis le redécoupage cantonal de 2014. Avant cette date, elle appartenait au canton de Châteaugiron.
Pour l'élection des députés, la commune fait partie depuis 1986 de la cinquième circonscription d'Ille-et-Vilaine, représentée depuis juin 2017 par Christine Cloarec-Le Nabour (RE). Elle était rattachée à la circonscription de Rennes sous le Second Empire puis à la deuxième circonscription de Rennes sous la IIIe République et enfin à la 2e circonscription (Rennes-Sud) de 1958 à 1986.

#### Intercommunalité
La commune appartient à Rennes Métropole depuis sa création le 9 juillet 1970. Brécé faisait alors partie des 27 communes fondatrices du District urbain de l'agglomération rennaise qui a pris sa dénomination actuelle le 1er janvier 2000.
Brécé fait aussi partie du Pays de Rennes.

#### Institutions judiciaires
Sur le plan des institutions judiciaires, la commune relève du tribunal judiciaire (qui a remplacé le tribunal d'instance et le tribunal de grande instance le 1er janvier 2020), du tribunal pour enfants, du conseil de prud'hommes, du tribunal de commerce, de la cour d'appel et du tribunal administratif de Rennes et de la cour administrative d'appel de Nantes.

### Administration municipale
Le nombre d'habitants au dernier recensement étant compris entre 1 500 et 2 499, le nombre de membres du conseil municipal est de 19.

### Liste des maires

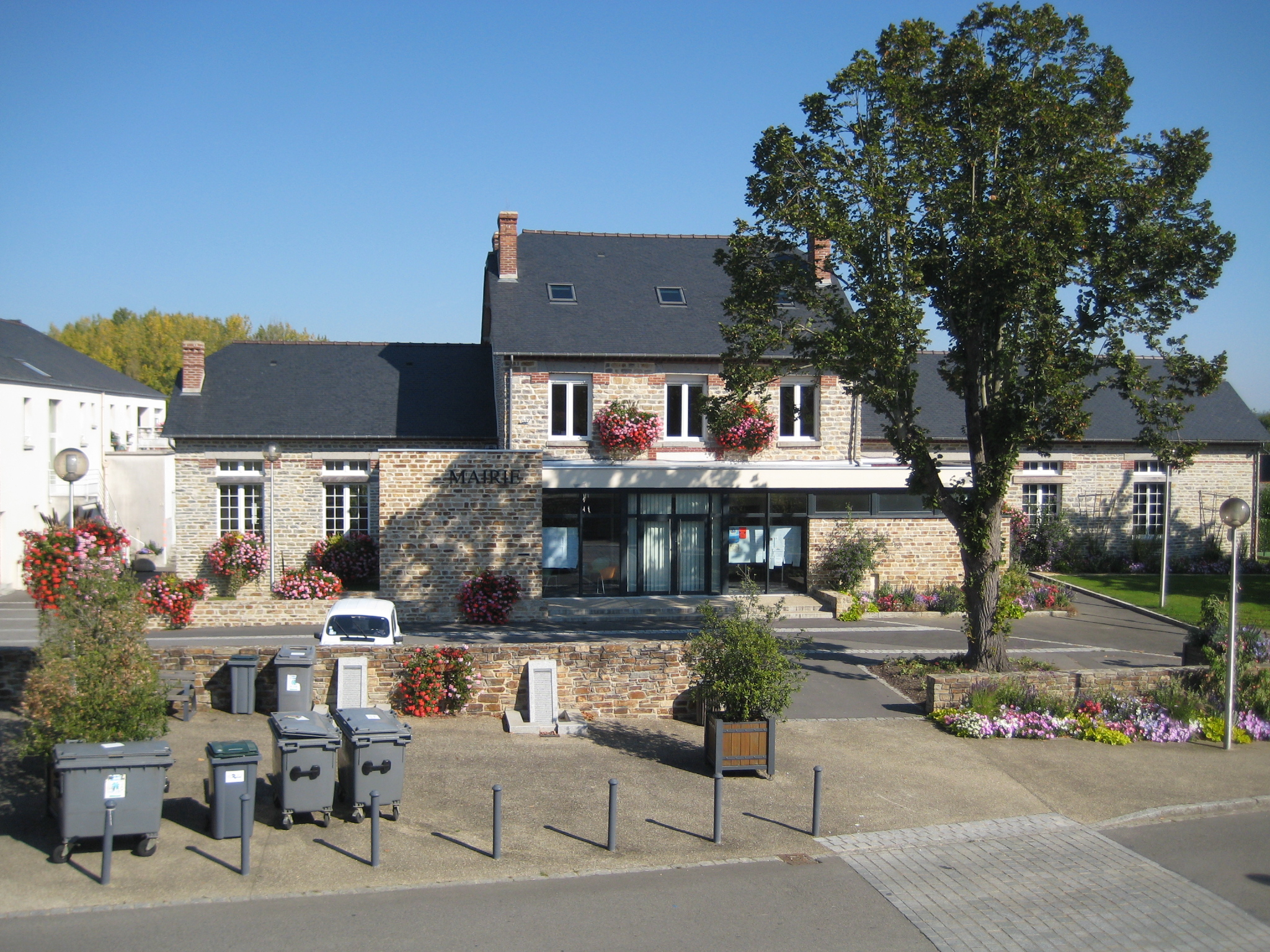
La mairie.

| Période                                  | Période                | Identité              | Étiquette | Qualité                                                           |
| ---------------------------------------- | ---------------------- | --------------------- | --------- | ----------------------------------------------------------------- |
| Les données manquantes sont à compléter. |                        |                       |           |                                                                   |
| ?                                        | 8 juillet 1929 (décès) | Julien Pannetier      |           |                                                                   |
| Les données manquantes sont à compléter. |                        |                       |           |                                                                   |
| Maire en 1956                            | ?                      | M. Cléran             |           |                                                                   |
| ?                                        | 6 août 1969 (décès)    | Pierre Delanoë        |           |                                                                   |
| 1969 (?)                                 | mars 1971              | Jean-Claude Guignette |           |                                                                   |
| mars 1971                                | juin 1995              | Pierre Jan            |           | Agriculteur, maire honoraire Vice-président du District de Rennes |
| juin 1995                                | mars 2014              | Joël Bouvet           | PS        | Représentant, maire honoraire                                     |
| mars 2014                                | 26 mai 2020            | Jean-Paul Gérard      | DVG       | Retraité                                                          |
| 26 mai 2020                              | En cours               | Christophe Chevance   | DVG       | Ingénieur en recherche et développement                           |

## Démographie
L'évolution du nombre d'habitants est connue à travers les recensements de la population effectués dans la commune depuis 1793. Pour les communes de moins de 10 000 habitants, une enquête de recensement portant sur toute la population est réalisée tous les cinq ans, les populations de référence des années intermédiaires étant quant à elles estimées par interpolation ou extrapolation. Pour la commune, le premier recensement exhaustif entrant dans le cadre du nouveau dispositif a été réalisé en 2004.
En 2022, la commune comptait 2 185 habitants, en évolution de +3,46 % par rapport à 2016 (Ille-et-Vilaine : +5,46 %, France hors Mayotte : +2,11 %).
| 1793 | 1800 | 1806 | 1821 | 1831 | 1836 | 1841 | 1846 | 1851 |
| ---- | ---- | ---- | ---- | ---- | ---- | ---- | ---- | ---- |
| 657  | 693  | 643  | 723  | 689  | 648  | 650  | 634  | 600  |

| 1856 | 1861 | 1866 | 1872 | 1876 | 1881 | 1886 | 1891 | 1896 |
| ---- | ---- | ---- | ---- | ---- | ---- | ---- | ---- | ---- |
| 611  | 611  | 664  | 627  | 611  | 541  | 507  | 493  | 520  |

| 1901 | 1906 | 1911 | 1921 | 1926 | 1931 | 1936 | 1946 | 1954 |
| ---- | ---- | ---- | ---- | ---- | ---- | ---- | ---- | ---- |
| 505  | 504  | 508  | 479  | 473  | 445  | 419  | 445  | 464  |

| 1962 | 1968 | 1975 | 1982 | 1990  | 1999  | 2004  | 2006  | 2009  |
| ---- | ---- | ---- | ---- | ----- | ----- | ----- | ----- | ----- |
| 434  | 454  | 630  | 835  | 1 128 | 1 561 | 1 568 | 1 689 | 1 896 |

| 2014  | 2019  | 2022  | - | - | - | - | - | - |
| ----- | ----- | ----- | - | - | - | - | - | - |
| 2 097 | 2 059 | 2 185 | - | - | - | - | - | - |

## Économie
Du fait que la commune soit traversée par la RN 157, Brécé profite de l'installation de nombreuses entreprises et de plusieurs zones industrielles.

## Lieux et monuments
On ne trouve aucun monument historique protégé à Brécé. Selon la base Mérimée, il y a cependant 100 bâtiments inventoriés.
- Église Saint-Exupère de Brécé[32],[33]. L'abside et arc diaphragme datent de l'époque romane. Le reste de l'édifice est reconstruit aux XVIe et XVIIe siècles. La façade ouest et le clocher en charpente datent de 1841.